# Portugiesische Judomannschaftsmeisterschaften 2012
Die Portugiesischen Judomannschaftsmeisterschaften 2012 fanden am 19. Mai 2012 im Pavilhão Multiusos der Kreisstadt Odivelas statt.

## Teilnehmer

### Männer
Folgende Mannschaften nahmen teil:
- Associação Académica de Coimbra
- Judo Clube de Coimbra
- Casa do Benfica de Santarém
- Judo Clube de Ponta Delgada
- Judo Clube de Lisboa
- Oficinas de S. José
- Sport Algés e Dafundo
- Sporting Clube de Portugal
- Universidade Lusófona
- AE Universidade de Aveiro

### Frauen
Folgende Mannschaften nahmen teil:
- Associação Académica de Coimbra
- Judo Clube de Coimbra
- Sporting Clube de Portugal
- Sport Algés e Dafundo
- Judo Clube de Lisboa

## Ergebnisse
| Gewichtsklasse | Gold                 | Silber                | Bronze                                     |
| -------------- | -------------------- | --------------------- | ------------------------------------------ |
| Männer         | Sporting Lissabon    | Universidade Lusófona | Sport Algés e Dafundo Académica de Coimbra |
| Frauen         | Académica de Coimbra | Sport Algés e Dafundo | Sporting Lissabon                          |